# 小久保忠男
小久保 忠男（こくぼ ただお、1946年（昭和21年）7月20日 - ）は、日本の政治家。元茨城県（旧）古河市長（2期）。

## 来歴
茨城県出身。中央大学法学部卒。行政書士の資格を取り、その後、古河市議会議員、同議長となる。1999年古河市長選挙に立候補し、現職の小倉利三郎を破って初当選した。2003年に再選。2期目に古河市は総和町と三和町との合併を目指し、2005年に新たな古河市が発足した。合併後の市長選挙に立候補したが、旧総和町長の白戸仲久と元総和町長の菅谷憲一郎との争いとなり、選挙の結果、白戸に敗れた。4年後の市長選挙に立候補し、この時は前回と同じ顔触れとなったが、現職の白戸に敗れた。